# 新芝加哥 (加利福尼亞州)
新芝加哥（英語：New Chicago）是位於美國加利福尼亞州阿馬多爾縣的一個非建制地區。該地的面積和人口皆未知。

## 地理
新芝加哥的座標為38°26′14″N 120°50′11″W / 38.43722°N 120.83639°W，而該地的平均海拔高度為289米（即948英尺）。